# SANADA
SANADA（サナダ、1988年1月28日 - ）は、日本の男性プロレスラー。愛称はsanaやん。新潟県新潟市西区出身。血液型A型。本名及び旧リングネームは真田 聖也（さなだ せいや）。新日本プロレス所属。現在は新日本プロレスのユニットHOUSE OF TORTUREのメンバーである。

## 経歴
小学校4年の時に兄がプロレスのゲームを買ってくる。当時プロレスについて全く興味が無かったが、その日の深夜に放送していた長州力の引退興行を見たことで、プロレスに興味を持ち始めた。
中学時代は野球部で、巻総合高等学校入学後は柔道部に所属していた。しかし2年で柔道をやめてレスリング部に所属するようになり、プロレスラーを目指すようになる。『武藤塾』の新人オーディションに合格し、全日本プロレスに入門。トレーニングの成果からか入門後に身長が177cmから182cmまで伸び、本来ジュニアヘビー級でやっていくつもりであったが、ヘビー級として戦っていくことを決意する。

### 全日本プロレス

#### 新人時代
2007年3月13日高岡大会にて中嶋勝彦、T28を相手にデビュー（真田のパートナーは土方隆司）。5月29日には、佐々木健介、中嶋と組み「サムライTV杯争奪トリプルアロートーナメント」で優勝し、デビュー2か月でプロ入り初のタイトルを獲得。また、その準決勝でT28から逆エビ固めで勝利し、プロ入り初勝利をった。
6月24日、VOODOO-MURDERS（以下VM）との試合後に、小島聡のマイクを横取りし、マイクパフォーマンスをする。この後小島は真田、T28と共に新たなユニット『AJF（オールジャパン・フューチャー）』を結成することを明言した。だが、小島がこの日のメイン終了後に本隊を裏切りまさかのVM入りをしたため、AJFは幻となった。
7月15日、T28から逆エビ固めでシングル初勝利をあげた。10月シリーズではアブドーラ・ザ・ブッチャーと対戦。椅子で滅多打ちにされたが、試合後にレジェンド級の選手から真田について「彼はスターになれる素質を持っている」と絶賛された。
2008年はヘビー級に転身すると本人が明言、4月5日、第一試合にKAI、大和ヒロシとの若手タッグでカズ・ハヤシ、荒谷望誉、平井伸和組と対戦し試合は真田が荒谷を投げっぱなしジャーマンでピンフォールし、初の先輩越えを成し遂げた。そして最終戦では征矢学とのタッグで荒谷、平井組と対戦、平井からドラゴン・スープレックス・ホールドで勝利する。そしてその勝利の後に来年（2009年）のチャンピオン・カーニバルへの出場を立候補した。
5月5日、韓国・ソウルでの新韓国プロレスNKPWA世界チャンピオン決定戦に、KAIとのタッグでの出場が決定した。これが真田にとって初の海外遠征であった。6月22日、後楽園ホールにて健介オフィスの起田高志とシングルで対戦しドラゴン・スープレックスで勝利する。

#### 無我の後継者
11月3日両国大会で征矢に敗れるも、試合終了後に征矢から世界最強タッグ決定リーグ戦出場の申し立てがあった。真田もこれを承諾し、最強タッグの成績は2勝5敗という結果に終わったが師匠の小島と対戦した際その若さと勢いを評価された。
3月1日、後楽園ホールでパートナー征矢学とのチャンピオン・カーニバル出場権を賭けたシングルマッチが決定、これに勝利しチャンピオン・カーニバル出場権を獲得。チャンピオン・カーニバルに向けてトレーニング器具に頼らずあえて自然の中でトレーニングを行う。CC出場権を争った征矢が全面的に真田のトレーニングをサポート、4月5日の開幕戦でもセコンドについた。しかし結果は全敗に終わった。
5月17日、パートナーである征矢と組んでF4のKAI、大和とタッグで激突。若手同士の熱い試合を展開し、結果はパートナーの征矢がKAIから勝利した。この試合を見た武藤敬司から「俺達には出来ないような可能性を見た」と高評価を受けた。
それからも相棒の征矢と共に若手ヘビー級戦線で闘っていたが、その征矢が長州力に弟子入り志願するなど話題を集めていることにジェラシーを爆発。2009年度の最強タッグでは相棒の征矢ではなくその師匠の西村修と組んで出場することが決まった。その後、元相棒の征矢から逆さ押さえ込みで勝利した試合のバックステージにて、西村から「無我の後継者に相応しい」とのコメントを受ける。
肝心の最強タッグリーグでは太陽ケア、鈴木みのるの世界タッグ王者チーム戦では真田が元三冠王者の鈴木からフォール勝ちを納めるという大金星を見せたが、真田もインフルエンザにかかってしまうという事態に陥ってしまいリタイヤ（その後もジョー、KAI、小島もインフルエンザでリタイヤ）。ブログ上でファンに謝罪した。

#### 新世代軍 - esを結成
12月13日、ファン感謝デーで復帰。「ALL JAPAN FUTURE」として河野とタッグを組み、諏訪魔・征矢組とメインで対決、24分の激闘を展開したが最後は真田が諏訪魔のラストライドに沈んだ。
2010年1月3日、新春シャイニングシリーズでは諏訪魔、河野、征矢、浜亮太と新世代タッグを結成し、武藤、小島、曙、西村、船木誠勝組と3本勝負で対戦、その際師匠の西村から首固めでピンフォールを奪い、新世代軍の勝利に貢献した。さらに翌日、西村とのタッグで諏訪魔、河野組と対戦しなんと諏訪魔からこだわりの回転足折りエビ固めでまさかの大金星を奪って勝利した。自身のインフルエンザで途中欠場して幻となった諏訪魔・河野組との最強タッグリーグを制した。
2月7日、後輩の中之上靖文とのシングルに勝利した後、バックステージで一番気になる選手として太陽ケアを挙げ、HOLD OUT TOUR 2010の開幕戦でシングルマッチが決定した。
2月28日、グリコパワープロダクションドリームマッチにてベンチプレス大会に出場。近藤修司、中之上、中西学、平澤光秀というメンバーの中で220kgを記録し、準優勝となった。
3月7日、HOLD OUT TOUR 2010の開幕戦、ケアとの対戦が実現した。入場曲を一新し、真田も黒かった髪を金髪に染め上げてファンにアピールした。試合は元三冠王者相手に大接戦を展開した。
7月2日、後楽園で行われた「新世代軍vs.超党派軍vs.ブードゥ・マーダーズ全面対決6大シングルマッチ」で三冠王者の鈴木とシングルで対戦し、試合には敗れはしたもののスピーディーな展開でチャンピオンを翻弄、激しい試合を展開した。
7月25日、後楽園大会の「新世代軍vs超党派軍8人タッグマッチ」に勝利する（諏訪魔が鈴木からフォール）。その後海外修行から帰って来た征矢と組んでアジアタッグ王座への挑戦を表明。そして8月29日の両国大会でアジアタッグ王座を奪取。自身初となるベルト獲得に成功。その後ファン公募でチーム名は「es」に決定、新世代軍が解散した後もesとしての活動は継続していった。
11月6日、台湾で行われたアジアタッグ挑戦者決定トーナメントに勝ち上がって来たKONO・稔組に勝利し海外で初防衛に成功する。
年末の最強タッグ決定リーグ戦ではesとして参加、アジアタッグ王者として奮闘するも3勝4敗1分7点で決勝進出はならなかった。その後、最強タッグで敗北を喫した元プロレスリング・ノアの本田多聞、菊地毅組を破り王座防衛と共にリベンジを果たした。
大日本プロレスの関本大介、岡林裕二が団体の枠を超えてアジアタッグ挑戦を表明すると、まず査定試合として2試合ノンタイトルマッチを敢行。どちらも引き分けに終わったが若手同士の熱いぶつかり合いで好試合となり、大日勢のアジアタッグ挑戦が正式に決定した。3月21日の両国大会で3度目の防衛戦に挑んだが相棒の征矢が関本に破れたため王座から陥落し、アジアタッグの他団体流出を許してしまった。

#### シングルプレーヤーとしての成長

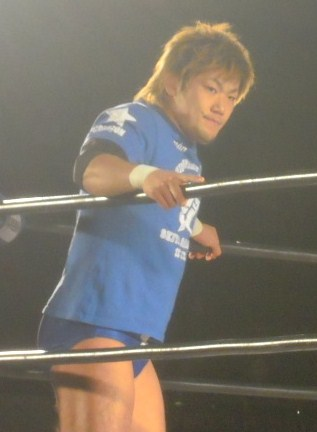
全日本プロレス時代

2011年のチャンピオン・カーニバルでは優勝決定戦で新日本プロレスの永田裕志に敗れるも、準優勝に輝いた。
その後はメインの出場が一気に増え着実に勝ち星を増やしていくと、6月19日の両国大会で再び征矢と組みesとしてアジアタッグ王座を獲得する。そして両国メイン終了後、諏訪魔の持つ三冠王座挑戦を表明、7月31日に自身初の団体最高峰王座挑戦は王者を相手に健闘するも一歩及ばず、ベルト奪取とはいかなかった。
10月23日、両国大会で何度も対戦してきた大日本の関本・岡林組を相手にアジアタッグ王座戦を敢行するも、王座防衛に失敗した。
12月18日、大日本プロレスに初参戦しタイプが似ているという大日本の若手ホープの石川晋也と対戦して勝利する。
2012年1月3日、最強タッグのパートナーKAIと組んでダーク・オズ、ダーク・クエルボの持つ世界タッグ王座に初挑戦するもメキシコ組の卑劣な戦法で敗北、王座獲得はならなかった。
3月20日には膝の怪我をおして小島とのシングルマッチに挑むが敗北。膝の怪我が悪化し1シリーズ欠場することになった。
来るチャンピオン・カーニバルでは決勝出場は逃すも、最終戦でのタッグマッチで征矢からピンフォールを奪い、世界タッグ王座への無言の挑戦をアピールする。そして5月20日福岡大会で久々に来日したジョー・ドーリングとのタッグで挑戦し、世界タッグ王座を獲得した。
1ヵ月後の6月17日にGET WILDのリマッチによりベルトを奪われ、ドーリングともまた仲たがいしたものの9月8日にGAORA TV チャンピオンシップ初代王者決定トーナメントに出場。大日本の岡林との激戦を制して準決勝にコマを進むと、9月シリーズ最終戦では元nWoのケビン・ナッシュを体感した。
2013年は、ヘビー級に転向したKAIに完敗した。チャンピオン・カーニバルでは準決勝まで駒を進めるも、秋山準に試合を掌握され敗れた。そしてファイトの幅を広げるために海外遠征を決意、5月から短期間ではあるがカナダへの武者修行に旅立った。6月30日を以って全日本プロレスを退団した。

### WRESTLE-1
2013年9月8日、真田は武藤が旗揚げしたWRESTLE-1に参戦、KAIと対戦するが最後にスプラッシュプランチャを決められ敗戦。以降、フリーとしての立場ながら継続して出場。9月24日、10月1日付でWRESTLE-1に入団する事を発表。11月16日、TNAに所属し、TNA世界ヘビー級王座を保持するAJスタイルズに挑戦。最後にカーフキラーを極められるとギブアップをして敗戦。
2014年3月2日、TNAとの合同イベントである開戦〜OUTBREAK〜にてTNA Xディヴィジョン王座を保持するオースチン・エリーズに挑戦。最後にラウンディング・ボディプレスを決めて勝利を収め、日本人初の王者として君臨した。

3月4日、真田は武藤よりアメリカへの無期限遠征を通達され、WRESTLE-1とTNAでの日米両団体を往復する事になる。
3月9日、アメリカに渡りTNAにサナダ（Sanada）のリングネームで参戦。Lockdown 2014にてグレート・ムタ & ヤスと組んでバッドインフルエンス（クリストファー・ダニエルズ & カザリアン）& クリス・セイビンとスティールケージマッチ形式で対戦。終盤にムタがセイビンに背後から羽交い絞めにされピンチになるが正面より攻撃を仕掛けてきたカザリアンへ毒霧を浴びせて形勢を逆転。視界を奪われたカザリアンにスタナーを見舞い、ヤスがセイビンをラリアットで倒し、最後にムタがダニエルズにシャイニングウィザードを決めると真田がムーンサルトプレスでとどめを刺して勝利した。
3月22日、TNAにて試合が組まれていない事からWRESTLE-1 2014 TOUR After OUTBREAKにて凱旋帰国を果たし、吉岡世起を相手にTNA Xディヴィジョン王座防衛戦を行う。試合では危なげなく進めタイガースープレックスからラウンディング・ボディプレスへと繋げ勝利した。以降、エリーズ、ダニエルズ、DJ Z、ティグレ・ウノを相手に防衛を重ねる。
7月6日、TNAとWRESTLE-1の合同イベントである衝撃〜IMPACT〜にてグレート・ムタと一騎討ちを行う。両者ムーンサルトプレスを何発も連発し合う異様な展開。終盤にムタにムーンサルトプレスを決めるが直後に毒霧を喰らってしまうとムタからムーンサルトプレスを決められ敗戦した。

#### TNAとのダブル所属
7月7日、TNAと契約を交わし入団。WRESTLE-1とのダブル所属となることを発表。
8月14日、TNA・Impact Wrestlingにて朽ち果てた小屋で柱で縛られているところをジェームズ・ストームよりグレート・ムタに対する嫉妬心に対して唆され、ムタのオマージュであるザ・グレート・サナダ（The Great Sanada）へと変貌する事を告げられる。同月27日、TNAの各タイトル制覇を目論むストームよりユニットであるザ・レヴォリューション（The Revolution）の1人目として登場。初期のムタを連想させるフェイスペイントを施しエリーズと対戦。終盤にストームの介入からエリーズの顔面へ毒霧を吹きつけると顔面へランニング・スーパーキックを決めて勝利した。9月20日、ペンシルベニア州を拠点とするCHIKARAのKing Of Trios 2014 Night 2に参戦。トーナメントであるRey de Voladores 2014の4wayイリミネーションマッチでアマシス、ARフォックス、オーランド・クリストファーと対戦。最後にアマシスへ毒霧を吹きかけ視界を奪ったところへスーパーキックを決めて勝利。同月21日、King Of Trios 2014 Night 3にてRey de Voladores 2014の決勝を行いシンロンと対戦、最後にバックフリップ・カッターからミドルロープ630°へと繋がれ敗戦した。10月12日、WRESTLE-1とTNAによる共同イベントであるBound For Glory 2014にてストームと組んでグレート・ムタ & TAJIRIと対戦。終盤にストームがTAJIRIへアイ・オブ・ザ・ストームを仕掛けようとしたところ逃れられると花道へと追い出され、リング内で孤立した自身はTAJIRIからバズソーキック、ムタからシャイニング・ウィザードへと連携で喰らい敗戦した。同月よりWRESTLE-1を中心に出場。11月15日より開始されたWRESTLE-1タッグチャンピオンシップを争う初代タッグ王者決定リーグ戦に大和ヒロシと組んでBブロックにエントリーされた。勝ち点4で予選敗退となる。12月22日、WRESTLE-1 TOUR 2014 FinalにてWRESTLE-1チャンピオンシップを保持する武藤に挑戦し、武藤のドラゴンスクリューを何度もトライアングルランサーで切り返すが右膝を徹底的に狙われると最後に逆回転のドラゴンスクリューからドラゴンスクリュー、そして足4の字固めを極められるとギブアップをして敗戦した。
2015年1月20日、カナダにてスコット・ダモールが主宰するBCW（Border City Wrestling）のCampus Combat 2015に参戦。A1と組んでジョー・ドーリング & ジョー・コールマンと対戦して勝利。2月7日、カナダ・オンタリオ州を拠点とするSMASHのBattle Linesに参戦。ジョシュ・アレキサンダーと対戦するが敗戦。3月20日、TNAにてTNA世界タッグ王座争奪アルティメットXにマニックと組んでウルブズ（エディ・エドワーズ & デイビー・リチャーズ）、ブローマンズ（DJ Z & ジェシー・ゴッダーズ）と対戦。終盤に吊るされたロープから移動するリチャーズを捕まえるがウラカン・ラナで投げられリチャーズから続けてダイビングフットストンプを喰らうと力尽きベルトを取られ敗戦した。
4月16日、TNAとの契約が満了となり退団する事を発表、5月13日、アメリカを拠点とした活動を続行したいという意思からWRESTLE-1との契約を同月15日付で満了となり退団とする事が発表された。

### フリー

#### アメリカのインディー団体
2015年7月10日、真田はジェフ・ジャレットが主宰するGFWのGrand Slam Tourに参戦。PJブラックと組んでBULLET CLUB（カール・アンダーソン & ドク・ギャローズ）と対戦。ブラックとアンチアメリカのプロモーションを行い批判。BULLET CLUBはスコット・スタイナーをセコンドに呼んで試合を行うが終盤にブラックがバットを使って攻撃しようとしたところスコットに止められ、ギャローズからリバース・ネックブリーカーからアンダーソンのバックスープレックスへと繋がれ敗戦した。同月11日、GFW Grand Slam Tourにて新日本プロレス所属の渡辺高章と組んでBULLET CLUB（カール・アンダーソン & ドク・ギャローズ）と対戦し、試合こそコントロールするが、最後は力尽き敗北した。同月24日、GFW Ampedにて初代GFWネクスジェン王者決定トーナメントに出場。1回戦でPJブラックと対戦、最後に450°スプラッシュを決められ敗戦となった。9月12日、ドイツのニーダーザクセン州を拠点とするEWP（European Wrestling Promotion）のWrestling Festival 2015に参戦、レオン・ヴァン・ガステレンと対戦して勝利する。10月2日、メキシコ・バハ・カリフォルニア州を拠点とするTHE CRASHに参戦。トロフェオXジム4wayマッチを行い、フェニックス、アンヘリコ、マット・クロスと対戦。最後に450°スプラッシュを決められ敗戦。同月3日、イリノイ州を拠点とするDREAMWAVEのNo Escapeに参戦、DREAMWAVEオルタネイティブ王座を保持するARフォックスに挑戦するが敗戦となった。同月17日、BCW Excellence 2015にて元WWE所属のシェーン・ヘルムズと組んでシンジケート（タイソン・デュークス & ブラッド・マーティン）と対戦して勝利する。同月23日、GFW AmpedにてGFWネクスジェン王座次期挑戦者決定戦にてサンジェイ・ダットと対戦するが敗戦した。11月7日、メキシコ・ベラクルスで行われたQue Viva El Reyにてドラゴと組んでフェニックス & レイ・ホラスと対戦するが敗戦した。

#### 日本復帰
2015年12月1日、東京愚連隊の後楽園ホール大会、東京DREAM2015に参戦しFUJITAと対戦。タイガースープレックスからラウンディングボディプレスを決めて勝利する。同月24日、S.P.E（エス・ピー広告株式会社スポーツエンターテイメント事業部）とマネジメント契約を結んだ。同月30日、大日本プロレスに参戦。菊田一美と組んで宇藤純久 & 丸山敦と対戦するも、最後に菊田が丸山からタイガースープレックスホールドを喰らい敗戦した。
2016年1月2日、丸山と組んでチーム大和（橋本和樹 & 橋本大地）と対戦、最後に橋本和へ回転足折り固めを決めて勝利を収める。同月10日、古巣であるWRESTLE-1に参戦、武藤 & 曙と組んでリアル・デスペラード（KAZMA SAKAMOTO & NOSAWA論外 & MAZADA）と対戦し最後に武藤がNOSAWAへシャイニングウィザードを決めて勝利を収めた。3月6日からは大日本プロレスのシングルリーグ戦「一騎当千」に参加、神谷英慶、大地に勝利するも2勝3敗に終わった。

### 新日本プロレス

#### ロス・インゴベルナブレス・デ・ハポン時代
4月10日、新日本プロレスのINVASION ATTACK 2016にてオカダ・カズチカ vs 内藤哲也のIWGPヘビー級王座戦で終盤にオカダが内藤にドロップキックからツームストン・パイルドライバーを喰らわせてレインメーカーポーズを決めたところで場外から黒い骸骨のマスクを被って乱入し、背後から襲撃を仕掛けTKOを決めると上着を脱いでロス・インゴベルナブレス・デ・ハポンのシャツを見せ、そしてマスクを取り正体を現した。最後に内藤がオカダにデスティーノを決め、勝利してベルト奪取に貢献、4月11日、リングネームを本名の真田聖也から「SANADA」に改めた。4月17日、Road to レスリングどんたく2016にてLIJ vs CHAOSによる8人タッグマッチで対戦、終始オカダと対戦を行った。終盤にオカダのフラップジャックを喰らい外道にタッチされ逃げられるとLIJのメンバー総動員で猛波状攻撃で攻め、最後に外道にTKOからSkull Endへと繋げて勝利した。 
5月3日、レスリングどんたく2016にてオカダと対戦。序盤、SANADAも場外に引き込む鉄柵への攻撃を仕掛けるが中盤よりクリーンファイトを展開していった。終盤にはお互いの得意技である体勢に入るも何度も切り返し合い、Skull Endの体勢で軍配が上がったかと思われたが、オカダからツームストンパイルドライバーを喰らうと、最後はレインメーカーを決められてしまい敗戦した。
7月、G1 CLIMAXに初出場し棚橋弘至や優勝決定戦に進出した後藤洋央紀を破るなど健闘を見せるも、4勝5敗で終わった。
11月7日、WORLD TAG LEAGUE2016にEVILと出場したが、5勝2敗の予選落ちで終わった。
2017年1月4日、レッスルキングダム11にてNEVER無差別級6人タッグ選手権試合・ガントレットマッチにEVIL、BUSHIと参戦。王者組から直接勝利し第9代王者となる。以降は棚橋、田口隆祐ら本隊との抗争が始まる。翌5日に棚橋、田口、中西学組に敗れ王座から陥落するも、2月の大阪大会でリマッチに成功し第11代王者となる。その後の後楽園ホール大会では棚橋、田口、リコシェ組に敗れ、再び王座陥落するも5月の福岡大会で再びリマッチに成功し第13代王者となった。
7月のG1 CLIMAX27では初戦でEVILにラウンディングボディプレスで勝利するも、2年連続4勝5敗で予選敗退となった。
11月～12月のWORLD TAG LEAGUE 2017ではEVILとのタッグで2年連続2回目の出場を果たし優勝決定戦に進出、タマ・トンガ＆タンガ・ロアのタッグ・ゲリラズ・オブ・デスティニーに勝利し、初優勝を果たし、2018年1月4日、レッスルキングダム12でのIWGPタッグ選手権試合に勝利。第79代王者となる。
1月5日の後楽園ホール大会ではIWGPヘビー級王座に挑戦を表明。2月10日、THE NEW BEGINNING in OSAKAにてIWGPヘビー級の王者であるオカダに挑戦するも、敗北した。
8月12日、日本武道館で開催された『G1 CLIMAX 28』では棚橋の番記者が事前にSANADAの優勝を予想するほどであったが、結果は優勝を逃している。この大会では全日本時代によく使用していた後方回転足折り固め（オコーナーブリッジ）を解禁。
11月、WORLD TAG LEAGUE 2018では総当たり戦で2位にまで浮上し、1位のタマ・トンガ＆タンガ・ロア組と対戦。昨年に引き続き同チームから勝利し、WORLD TAG LEAGUE史上2組目の2連覇を果たし、2019年1月4日、レッスルキングダム13でのIWGPタッグ選手権試合3WAYマッチを制し、第82代王者となる。
2月の札幌2連戦では初日に鈴木とのシングルマッチ、2日目に鈴木＆ザック・セイバーJr.組とのIWGPタッグ選手権試合が決定。初日のシングルマッチでは鈴木のゴッチ式パイルドライバーに敗れるが、2日目のタイトルマッチではその鈴木にラウンディングボディプレスを決め初防衛に成功した。
23日の後楽園ホール大会では前王者組のタマ＆タンガ組との2度目の防衛戦を行うが、最後はスーパーパワーボムを喰らって敗北、王座陥落となった。
3月のNEW JAPAN CUP 2019では初の決勝戦に進出するが、オカダに敗れ準優勝となった。
4月のマディソン・スクエア・ガーデン大会ではIWGPタッグ＆ROH世界タッグ ダブル選手権試合4WAYマッチに挑むも、王座戴冠とはならなかった。
5月、レスリングどんたく最終戦で第69代IWGPヘビー級王者となったオカダと対戦。この試合から髪型やコスチュームを変えて挑戦するも勝利とはならなかった。
7月、G1 CLIMAX 29にエントリー。7戦目ではオカダと7度目の対戦を行い、この試合でポンプアップ式のTKOからのラウンディングボディプレス2連発でオカダにシングル初勝利をするなど健闘するも、4年連続4勝5敗という結果に終わった。
10月14日、IWGPヘビー級王座を懸けてオカダと8度目のシングルマッチを行う。G1で見せたポンプアップ式TKOを繰り出そうとするも、オカダの開脚式ツームーストンパイルドライバーからのレインメーカーに敗れ、王座戴冠とはならなかった。
11月～12月のWORLD TAG LEAGUE 2019では15戦14勝1敗勝ち点28で総当たり戦1位となり、2位のジュース・ロビンソン＆デビッド・フィンレー組と優勝を懸けて戦う。3連覇を目指すが、パートナーのEVILがフィンレーのACID DROPに敗れ、タッグリーグ3連覇とはならなかった。
2020年1月5日、レッスルキングダム14東京ドーム2連戦の2日目ではザック・セイバーJr.とブリティッシュヘビー級選手権試合を行うが、最後はザックのヨーロピアンクラッチで3カウントを取られ、王座戴冠とはならなかった。翌6日の大田区総合体育館大会でのタッグマッチではジェイ・ホワイトからオコーナーブリッジで勝利する。この結果に基づき、2月9日の大阪城ホール大会ではホワイトとの初のシングルマッチが決定した。
2月9日、大阪城ホールでのジェイとのシングルマッチは終始追い込みを見せるも、クロスアーム式ブラディーサンデーからのブレードランナーで敗戦した。
6月、NEW JAPAN CUP2020にエントリー。準々決勝まで進出し、相手は同門のEVILとなった。だが、EVILはレフェリーのブラインドをついた反則行為からを駆使。最後はEVILでフォール負けを喫した。
8月26日、新設タイトル「KOPW2020」1回戦にて、SHOと3カウント・リングアウト裁定なしで決着はギブアップ、またはレフェリーストップのみとなるサブミッションマッチルールでシングルマッチを行った。SANADAはSHOの膝に照準を絞って集中攻撃を仕掛け、最後は自らの師である武藤をも思わせる足4の字固めでギブアップを奪って勝利し、決勝に進出。29日にはオカダ、矢野通、エル・デスペラードと4WAYマッチでKOPW2020決勝を戦うも、対戦相手の1人であるオカダが矢野に急所攻撃からの横入り式エビ固めで敗れてしまい、トロフィー獲得はならなかった。メインイベントでSANADAは、ディック東郷の介入に苦しむリーダーの内藤と、内藤のピンチに駆けつけるも外道の攻撃を受けるBUSHIを救出に向かい、EVILにドロップキック、東郷にTKOを見舞うと、さらに場外に追い出した東郷にプランチャを見舞ってから連行・排除して内藤をアシストした。
G1 CLIMAX30では、開幕3連敗と絶不調な滑り出しとなったがL.I.J同門でユニットのリーダー格である内藤に大会初黒星をつけ、初のユニット内での内藤超えを成し遂げて以降破竹の5連勝。最終日の両国大会ではかつてのタッグパートナー・EVILを破って6勝3敗で決勝に進出するも、準優勝で大会を終えた。
BEST OF THE SUPER Jr.27と併催されたWORLD TAG LEAGUE2020では同じL.I.Jの鷹木とエントリーするも、優勝はならなかった。
2021年1月5日、EVILと再びシングルマッチで激突。最後は掟破りのEVIL→ポップアップ式TKO→ラウンディングボディプレスで勝利。試合後、IWGP2冠戦を制した飯伏の前に現れ、「挑戦表明というギフト、受け取ってくれますか？」という問いかけに飯伏が承諾し、2月11日の広島大会でタイトルマッチが決定した。そして2月11日、飯伏とIWGP2冠タイトルを懸けて対戦するも、敗戦した。3月、NEW JAPAN CUP 2021にエントリー。1回戦で石井智宏、2回戦で永田から勝利するも、準々決勝でウィル・オスプレイに敗れ、脱落してしまった。
4月4日、UNITED EMPIREとの6人タッグマッチで、Xとして現れたアーロン・ヘナーレからフォール負けをしてしまう。これにより、4月26日の広島大会でスペシャルシングルマッチが決定した。その前哨戦タッグマッチでも再びフォール負けをしてしまうが、26日のスペシャルシングルマッチでは勝利を収めた。
6月2日、NEVER無差別級6人タッグ王座に内藤、BUSHIとともに挑戦。結果はBUSHIがYOSHI-HASHIからギブアップ負けをしてしまったため、王座戴冠はならなかった。その5日後、大阪城ホール大会でIWGPタッグ王座を
保持するザックからオースイ・スープレックスで勝利。これにより、内藤とのタッグでザック＆タイチ組が保持するIWGPタッグ王座への挑戦が決定した。そして7月11日、真駒内セキスイハイムアイスアリーナ大会にて対戦。結果は内藤がザックから勝利し、第90代王者となった。
1月5日、東京ドーム大会でのグレート-O-カーンとのシングルマッチをオコーナーブリッジで勝利する。
2月19日、北海きたえーるでの新春黄金シリーズで、棚橋弘至からIWGP USヘビー級王座を奪取。新日本プロレスのシングル王座初戴冠となった。
NEW JAPAN CUP2022ではシードとして2回戦から出場し、アーロン・ヘナーレを下すも3回戦でウィル・オスプレイに敗れ優勝はならず。更にオスプレイ戦で左目を負傷し欠場することとなった。
4月9日、両国国技館大会の第5試合前にリングに登場。復帰時期が見えないことからIWGP USヘビー級王座を返上することを宣言し、その場でベルトを返上した。

#### Just 5 Guys時代
3月17日、後楽園ホール大会でのNEW JAPAN CUP 2023 2回戦で内藤との同門対決に勝利。試合後には「ロスインゴにいても何も新しいものが生まれないから、今日をもってロスインゴやめます」と語り、Just 5 Guysに加入する。　　　　　　　　　　　　　　　
3月21日、長岡大会でデビッド・フィンレーを下しNEW JAPAN CUP初優勝を果たし、IWGP世界ヘビー級王座を保持するオカダ・カズチカへの挑戦権を獲得した。
4月8日、両国国技館にて開催された、「SAKURA GENESIS」にてオカダを下し、IWGP世界ヘビー級王座を初戴冠。試合後には元同門の高橋ヒロムから挑戦表明を受け5月3日福岡大会で対戦し勝利。初防衛に成功した。
2024年1月4日、WRESTLE KINGDOM 18のメインで前年「G1 CLIMAX」覇者の内藤に敗れ5度目の防衛に失敗、王座陥落。

#### BULLETCLUB WAR DOGS 時代
2024年11月4日、大阪大会でタイチがフィンレーの持つIWGP GLOBALヘビー級王座戦に挑戦、タイチのブラックメフィストが決まり勝利が決まる目前でSANADAがレフェリーをリングから引きずり落とし3カウントを妨害。WAR DOGSのタンクトップを着込むSANADAを見て言葉を失うタイチに対し、フィンレーはシレイリで殴打すると間髪入れずにオーバーキルで撃沈し王座防衛。試合後、SANADAはタイチに決別のデッドフォールをした。
2025年2月11日の大阪大会から勃発したBULLET CLUBの内紛では、攻撃を味方に誤爆してしまうなど不穏な行動を繰り返す。

#### HOUSE OF TORTURE 時代
4月5日、両国国技館での成田＆裕二郎＆SHO（HOUSE OF TORTURE、以下H.O.T）対ゲイブ＆モロニー＆石森（WAR DOGS）のNEVER無差別級6人タッグ王座戦の終盤、レフェリーがダウンしている状況でH.O.T組から袋叩きに合うモロニーをコナーズと共に救出に訪れるも手にしていたギターで突如モロニーを攻撃しSHOの勝利をアシスト。試合後、H.O.Tに加入した。なおSANADAのユニット移籍はこの2年で3度目となる。
2025年7月にはG1クライマックス記者会見での上半身網タイツに始まり、ミラーボールのようなスーツ、肩にスピーカーのついたアバンギャルドなジャケットなど、日替わりの入場コスチュームが話題となった。

## 得意技
2018年のG1 CLIMAXでのザック・セイバーJr.との試合後のコメントで、「頭から落とすだけがプロレスではない。」と一部の選手のファイトスタイルを批判する旨の発言をしており、注目を集めた。急角度に落とすような派手で危険な技に頼ることを好まず、クラシカルでオーソドックスな技をいかに美しく魅せるかということにこだわっており、使う技にもそのこだわりが強く現れている。しかしながら、2023年のNEW JAPAN CUPよりデッドフォールをフィニッシュ・ホールドにするなど、これまでとは異なるファイトスタイルも取り入れるようになっている。

### フィニッシュ・ホールド
Skull End
デッドフォール
ラウディングボディプレス
オコーナーブリッジ

投げ技
TKO
ポップアップ式TKO
マジックスクリュー
バックドロップ
タイガースープレックス
ドラゴンスリーパー式ジャイアントスイング
打撃技
エルボー
ローリングエルボー
ヨーロピアンアッパーカット
ローブロー
低空ドロップキック
ミサイルキック
シャイニングウィザード
関節技
ドラゴンスリーパー

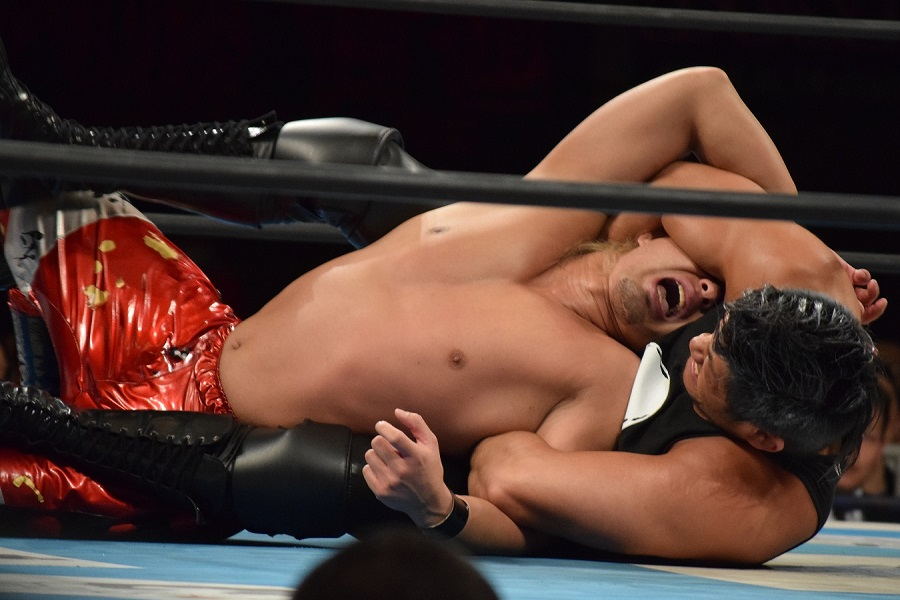
Skull End。

ムーンサルトボディアタック式ドラゴンスリーパー
アサイDDT式ドラゴンスリーパー
コーナーブリッジ式ドラゴンスリーパー
足4の字固め
パラダイスロック
ドラゴンスクリュー
飛び技
プランチャー
ライオンサルト
ブエロ・デ・アギラ
固め技
ノーロープ式コーナーブリッジ
コーナーブリッジ式サムソンクラッチ
サムソンクラッチ

## タイトル歴
TNA
- TNA Xディヴィジョン王座：1回（第65代）

新日本プロレス
- IWGP世界ヘビー級王座：1回（第7代）
- IWGP USヘビー級王座：1回（第13代）

- IWGPタッグ王座：3回（第79・82代 w / EVIL、90代 w / 内藤哲也）

- NEVER無差別級6人タッグ王座：3回（第9・11・13代 w / EVIL & BUSHI）

- NEW JAPAN CUP優勝（2023年）

- WORLD TAG LEAGUE優勝（2017・2018年 w / EVIL）

全日本プロレス
- GAORA TV王座：1回（初代）
- 世界タッグ王座：1回（第62代 w / ジョー・ドーリング）

- アジアタッグ王座：1回（第84・86代 w / 征矢学）

- 世界最強タッグ決定リーグ戦優勝（2011年 w / KAI）

サムライTV
- サムライTV杯争奪トリプルアロートーナメント優勝（2007年）

w / 佐々木健介&中嶋勝彦
2007年5月に行われた、サムライTVが主催する6人タッグトーナメント。中国地方の戦国大名、毛利元就の「三本の矢」をモチーフとしている。このトーナメントに健介、中嶋とのタッグで優勝した。準決勝では同期のT28を下し、デビューたった2か月で栄冠を手にした。
- PLAYBOY CHANNEL NIGHT ナナイロ賞

夏目ナナプロデュース興行で、夏目ナナが個人的に気に入った選手に与えられる賞。
プロレス大賞
- 年間最高試合賞 （10月14日両国国技館、IWGPヘビー級選手権試合、オカダ・カズチカ vs. SANADA ）（2019年）

## 人物
- デビュー当初は身長の割に細い体つきだったが、現在はビルドアップされた肉体となっている。また学生時代は小柄で、中学生の頃は140cm代で40kg代、高校入学時は170cm以下の60kg。プロレスに入った時は177cm、75kgだった。
- デビュー当時から新日本参戦前までは青、もしくは水色のショートパンツに白いレスリングシューズがトレードマークであった。一時期、若手時代のジャンボ鶴田を彷彿とさせる赤、青、☆マークの三拍子揃ったロングタイツを着用していたことがある。
- 自身の理想とするプロレスラー像は「エレガントなプロレスラー」だと語っており[63]、独特の美学を持つ。
- 過去に好きだったレスラーは闘魂三銃士、西村、小島、天山広吉、King Of The Hills時代の棚橋弘至である。リック・フレアーを敬愛しており、尊敬する選手としてかつて付き人をしていた小島、そして全日本のコーチに就任した太陽ケアを挙げている。
- KAI、T28、大和とは同期入門であるが彼らより4つ年下である。また征矢とは非常に仲が良く、師匠の西村からも非常に可愛がられている。
- BBQ CHICKENS、Hi-STANDARDのファン。SANADAもベースやアコースティックギターを演奏する事が出来る。
- ファッションに関心が高く、過去に挙げた好きなブランドはGAINGROUND。真田は全日本プロレスの受験生に向けて、入門して良かったことについて聞かれ「先輩から沢山服を貰って嬉しかったです」と語った。またスーツにも拘りがあるようで、ダンヒルでオーダーメイドをしている様子をInstagramに投稿している。
- 全日本プロレス取締役も所属している草野球チームに所属していたことがある。また横浜DeNAベイスターズの大ファンでもある。
- アンパンマンのファンでもあり、好きなキャラクターはばいきんまんとカバオくんとのこと。
- ロス・インゴベルナブレス・デ・ハポン加入後は革ジャン→ベスト風のガウンと衣装が、茶髪短め→黒髪長め→金髪長めと髪色と長さが変わったが、一貫して黒づくめの衣装にモヒカンといった出で立ちで、2018年秋頃からは顎髭を長く蓄えていた。しかし、2019年5月4日、オカダ・カズチカを相手に戦ったIWGPヘビー級選手権試合では青を基調としたロングガウンに髪と髭を短く整えた姿で登場した。なお、入場時のオーバーマスクは初期は黒い髑髏、G1 CLIMAX 27からはルーシュを思わせる牛、2018年1月27日のNEW BEGIINNING北海道大会からは角の生えた髑髏、2019年5月4日のIWGPヘビー級選手権試合からは宝石を散らせた銀色の髑髏と変遷している。
- スターバックス好きを公言しており、L.I.J時代は同じくスターバックス好きの鷹木信悟と仲が良かった。
- 動物、特に犬が好きであり、Instagramでは保護施設や動物愛護センターに足繁く通っている様子が投稿されている。また、ペットショップの繁殖から小売りまでの劣悪な環境や殺処分が行われている現状を憂いており、彼なりのメッセージを投稿したり[64]、「adoptdontshop」のハッシュタグを使用して生体販売には反対の立場を示している。
- ヒールユニットに身を置いていてたとしても、基本的には丁寧な口調で話し、棚橋弘至やオカダ・カズチカ、後藤洋央紀といった敵対ユニットの選手や、高橋ヒロムなどのようにキャリアも年齢も下の選手に対しても「さん」付けで呼んでいることが多い。

## 入場テーマ曲
- new scenery[65]

2023年4月 - 2024年11月まで使用。
- COLD SKELETON[66]

L・I・J時代に使用していたテーマ曲。2016年4月 - 2023年4月まで使用。
- PROBABILITY

全日本プロレス時代に使用。
- 青春の嵐/真田広之とペガサス幻想/MAKE-UPのミックス。

若手時代に使用。

## メディア出演
- フジテレビ系列「ハチミツとクローバー」
- WebCM P&G「Gillette Fusion PROGLIDE」
- 「西川貴教のイエノミ!!」（♯64、ニコニコ生放送）
- 「新日ちゃんぴおん。」（テレビ朝日）

## 著書

### スタイルブック
- GIFT（2021年12月21日、リットーミュージック）[67]